# Jake Wightman
Jake Wightman (Nottingham, 11 de julho de 1994) é um meio-fundista britânico que compete em provas entre os 800 metros e a milha. Foi campeão mundial dos 1500 metros em Eugene 2022.